# Fukuiraptor
Fukuiraptor is een geslacht van vleesetende theropode dinosauriërs behorend tot de Tetanurae, meer bepaald de Neovenatoridae en Megaraptora, die tijdens het vroege Krijt leefde in het gebied van het huidige Japan. Er is één soort benoemd, Fukuiraptor kitadaniensis. 

## Vondst en naamgeving
Van 1988 af werden er bij Kitadani in een steengroeve aan de oever van de Sugiyama in de Japanse stad Katsuyama fossielen opgegraven. Het is de rijkste vindplaats van dinosauriërs die in Japan ontdekt is. In 1991 meldde Yoichi Azuma een tand van een theropode die hij informeel Tsuchikura-ryu noemde en waarvan hij dacht dat het een lid was van Megalosauridae. De naam was niet bedoeld als een formele geslachtsnaam maar duikt op het internet wel op als "Tsuchikurasaurus". Deze naam is nooit gepubliceerd en dus zelfs geen nomen nudum. Hetzelfde jaar werden ook kaakfragmenten gevonden die geïdentificeerd werden als een lid van de Dromaeosauridae wegens de interdentaalplaten. In 1993 werd er in de groeve een rechterduimklauw, een rechtersprongbeen en een derde rechtermiddenvoetsbeen opgegraven. In 1995 meldden Azuma en de Canadese paleontoloog Philip John Currie dit alles als de vondst van een reusachtige dromaeosauride. Ondertussen was er een misschien echte dromaeosauride tand gevonden die de informele naam "Kitidanisaurus" kreeg. De meeste wetenschappers namen eind jaren negentig aan dat de in 1995 gemelde vondsten bij deze vorm hoorden.
In 2000 hadden Azuma en Currie begrepen dat hun vermeende reusachtige dromaeosauride in feite een vrij kleine theropode uit een andere groep betrof die ze beschreven en benoemden als de typesoort Fukuiraptor kitadaniensis. De geslachtsnaam Fukuiraptor verbindt een verwijzing naar de prefectuur Fukui waarin de vindplaats Katsuyama ligt met een Latijns raptor, "rover". De soortaanduiding kitadaniensis verwijst naar de herkomst uit Kitidani.
Het holotype, FPDM 9712201-9712228, is gevonden in een laag van de geologische Kitadaniformatie, uit het Barremien van de Onder-Krijt-periode. Het bestaat uit een gedeeltelijk skelet met schedel van een jongvolwassen dier. Bewaard zijn gebleven: een stuk linkerbovenkaak, een stuk rechteronderkaak, een ruggenwervel, drie ribben, een achterste staartwervel, een opperarmbeen, een ellepijp, een duimklauw, een eerste kootje van de tweede vinger, een tweede handklauw, verschillende andere kootjes, twee stukken schaambeen, twee stukken zitbeen, een dijbeen, de bovenkant van een scheenbeen, een sprongbeen, een eerste middenvoetsbeen, het eerste kootje van de eerste teen, het tweede middenvoetsbeen, het derde middenvoetsbeen, het eerste en tweede kootje van de derde teen en het tweede kootje van de vierde teen. Al deze botten, niet in verband maar wel vlak bij elkaar aangetroffen, zouden toebehoren aan een enkel individu. Tot dat individu behoren vermoedelijk ook specimen FPDM 96082443, een linkeropperarmbeen en specimen FPDM 97080206, de onderkant van een kuitbeen. De meeste beenderen behoren tot de rechterhelft van het skelet.
Naast het holotype werden in 2000 elf paratypen aangewezen. Die werden ook geacht tot Fukuiraptor te behoren maar aan andere individuen. Het gaat om de specimina FPDM 9712230, een stuk onderkaak, en de tanden FPDM 9712229 en FPDM 9712231-FPDM 9712239.
Van 1996 tot 1998 werden er opnieuw opgravingen verricht. In 2000 werd het werk systematisch voortgezet door het nieuwe Fukui Prefectural Dinosaur Museum. In 2006 wezen Azuma en Currie tientallen specimina toe, voornamelijk tanden maar ook wervels, dijbeenderen, een opperarmbeen en een ravenbeksbeen. Afgaande op de dijbeenderen betreft het minimaal veertien individuen. Over de tanden is een controverse ontstaan. Volgens de Japanse interpretatie bestaat 89% van het gevonden theropode tandenmateriaal uit resten van Fukuiraptor maar andere onderzoekers menen dat er meer tot de "dromaeosauride" behoren. In 2016 werd een klein theropode skelet uit de groeve benoemd als Fukuivenator maar niet in de Dromaeosauridae geplaatst. De andere botten vertegenwoordigen dieren die nog kleiner zijn dan het holotype en in een groeireeks kunnen worden gerangschikt.

## Beschrijving

### Grootte en onderscheidende kenmerken
Hoewel het merendeel van de skeletelementen onbekend zijn, werd voldoende materiaal gevonden om in het museum van Fukui een volledig skeletmodel te reconstrueren van een dier dat 4,2 m lang was en naar schatting ongeveer 175 kilogram moet hebben gewogen. Het dijbeen heeft een lengte van 507 millimeter. De volwassen lengte kan enkele meters hoger hebben gelegen. Het was een carnivoor.
Azuma en Currie deden in 2000 hun best om onderscheidende kenmerken van Fukuiraptor vast te stellen. Daarbij werden ze gehinderd door onzekerheden over de precieze verwantschappen. De interdentaalplaten achter de tanden zijn vergroeid maar dat komt ook voor bij Eotyrannus. Dat de handen groter waren met grotere klauwen dan Allosaurus zou normaal zijn als Fukuiraptor tot de Coelurosauria zou behoren en hetzelfde geldt voor de hoge opgaande tak van het sprongbeen. Ook werd een afwijkend breed aanhangsel van het darmbeen, voor contact met het schaambeen, als afwijkend gezien maar dat bleek later een stuk schaambeen van een lid van de Euornithopoda, Fukuisaurus. Drie kenmerken zijn ook naar huidige normen onderscheidend. Het os dentale of dentarium van de onderkaak is smal, met een breedte die ongeveer 30% bedraagt van de hoogte. De tanden hebben schuine "bloedgroeven" tussen de vertandingen. De ellepijp heeft meer dan 90% van de lengte van het opperarmbeen.

### Skelet
Over de kop is weinig bekend, behalve dat de snuit vermoedelijk nogal nauw was. De tanden zijn overdwars afgeplat en matig gekromd. Bij de ruggenwervels zijn de doornuitsteeksels hoog. De holte onder het zijuitsteeksel wordt doorboord door pneumatoporen. Later bleken verwante soorten een sterk gepneumatiseerd skelet te hebben. Pleurocoelen ontbreken echter bij Fukuiraptor. He ravenbeksbeen heeft een hoog foramen coracoideum. Het opperarmbeen is relatief robuust met een kegelvormige deltopectorale kam. De schacht is sterk ingesnoerd met een ronde dwarsdoorsnede. De ellepijp is robuust, krom en lang met 92% van de lengte van het opperarmbeen. De duimklauw is sterk gekromd en groot met een lengte over de buitenste kromming van 154 millimeter. De tweede handklauw is met vijftien centimeter precies nauwelijks kleiner. De klauwen hebben grote peesbulten en diepe putten voor de gewrichtskapsels. De armlengte werd geschat op tweeënzeventig centimeter, wat lang is ten opzichte van de achterste ledematen.
De achterpoot heeft een geschatte lengte van 160 centimeter. Het onderbeen was volgens de beschrijvers ongeveer even lang als het dijbeen. Op het dijbeen is de hoge vleugelvormige trochanter minor van de trochanter major gescheiden door een diepe kloof. De trochanter minor heeft een accessoire bult aan de voorste zijkant. De kop van het dijbeen is aan de binnenzijde afgeplat en heeft een richel aan de achterzijde. De vierde trochanter is een duidelijke richel. De gewichtsschatting van 175 kilogram was afgeleid uit een schachtomtrek van 164 millimeter. Over de binnenrand van de bovenzijde van de binnenste gewrichtsknobbel loopt een scherpe richel. Tussen de gewrichtsknobbels loopt vooraan een diepe groeve. De groeve aan de achterkant heeft geen richel voor kruisbanden. Het scheenbeen heeft aan de voorste bovenkant een goed ontwikkelde crista cnemialis. Deze beenkam draait vooraan wat naar voren en het bovenvlak overhangt krullend  het buitenste zijvlak. Het bovenvlak van het scheenbeen heeft verder aan de buitenkant een sterk uitstekend profiel, van het binnengedeelte afstaand door kleine inkepingen. Het vormt een bolle knobbel of condyle die de schacht krullend overhangt. Wat lager en meer naar voren bevindt zich een geprononceerde crista fibularis van negen centimeter lengte. Van het kuitbeen is duidelijk dat de schacht zich tot een doorsnede van negentien bij zeventien millimeter versmalt om zich onderaan te verbreden tot minstens eenendertig millimeter. Het niet bewaarde uiteinde, vermoedelijk niet verder verbreed, is kennelijk tot vóór het uiteinde van het scheenbeen gebogen. Het kuitbeen eindigt onderaan in het hielbeen maar ook gedeeltelijk in het sprongbeen. Dit laatste is relatief hoog; de verticale lengte ligt 39% hoger dan de breedte. Het niet-bewaarde hielbeen is vermoedelijk vrij klein geweest.